# Districtul Béni Abbès
Beni Abbes este un district din provincia Béchar, Algeria.